# Ignazio Gaetano Boncompagni-Ludovisi
Ignazio Gaetano Boncompagni-Ludovisi (ur. 18 czerwca 1743 w Rzymie, zm. 9 sierpnia 1790 w Bagni di Lucca) – włoski kardynał.

## Życiorys
Był synem Gaetano Boncompagniego i Laury Chigi. Studiował na Sapienzy, gdzie w 1765 uzyskał doktorat z prawa. W maju 1754 Benedykt XIV nadał mu beneficja w diecezjach Aquino i Sora, wobec rezygnacji kardynała Carafy. Po ukończeniu studiów Ludovisi został szambelanem Jego Świątobliwości i referendarzem Najwyższego Trybunału Sygnatury Apostolskiej. Od 1766, z przerwami, pełnił misje legackie w Bolonii. Będąc członkiem Komisji ds. Wodnych i badając przebieg rzeki Pad, opracował nowy system podatkowy, na podstawie prawa własności. Pomysł ten wzbudził sprzeciw arystokracji i został zablokowany, lecz gdy Ludovisi został sekretarzem stanu, to idea została przywrócona.
17 lipca 1775 został kreowany kardynałem in pectore. Jego nominacja została ogłoszona na konsystorzu 13 listopada tr., gdzie otrzymał diakonię S. Maria in Portico Campitelli. Został także prefektem Świętej Konsulty, a następnie pełnił misje legackie w Bolonii. 29 czerwca 1785 został mianowany sekretarzem stanu, lecz musiał zrezygnować 30 września 1789, ze względu na słabe zdrowie. Był protektorem zakonu kapucynów oraz kardynałem protodiakonem od 1789 do śmierci.